# From Hell (EP)
From Hell è un EP del gruppo Walls of Jericho. È uscito nel 2006, stesso anno dell'album "With Devils Amongst Us All". È un EP contenente solo tre tracce:
1) A Trigger Full Of Promises
2) I Know Hollywood And You Ain't It
3) The Revolving Door Strategy